# VLOS

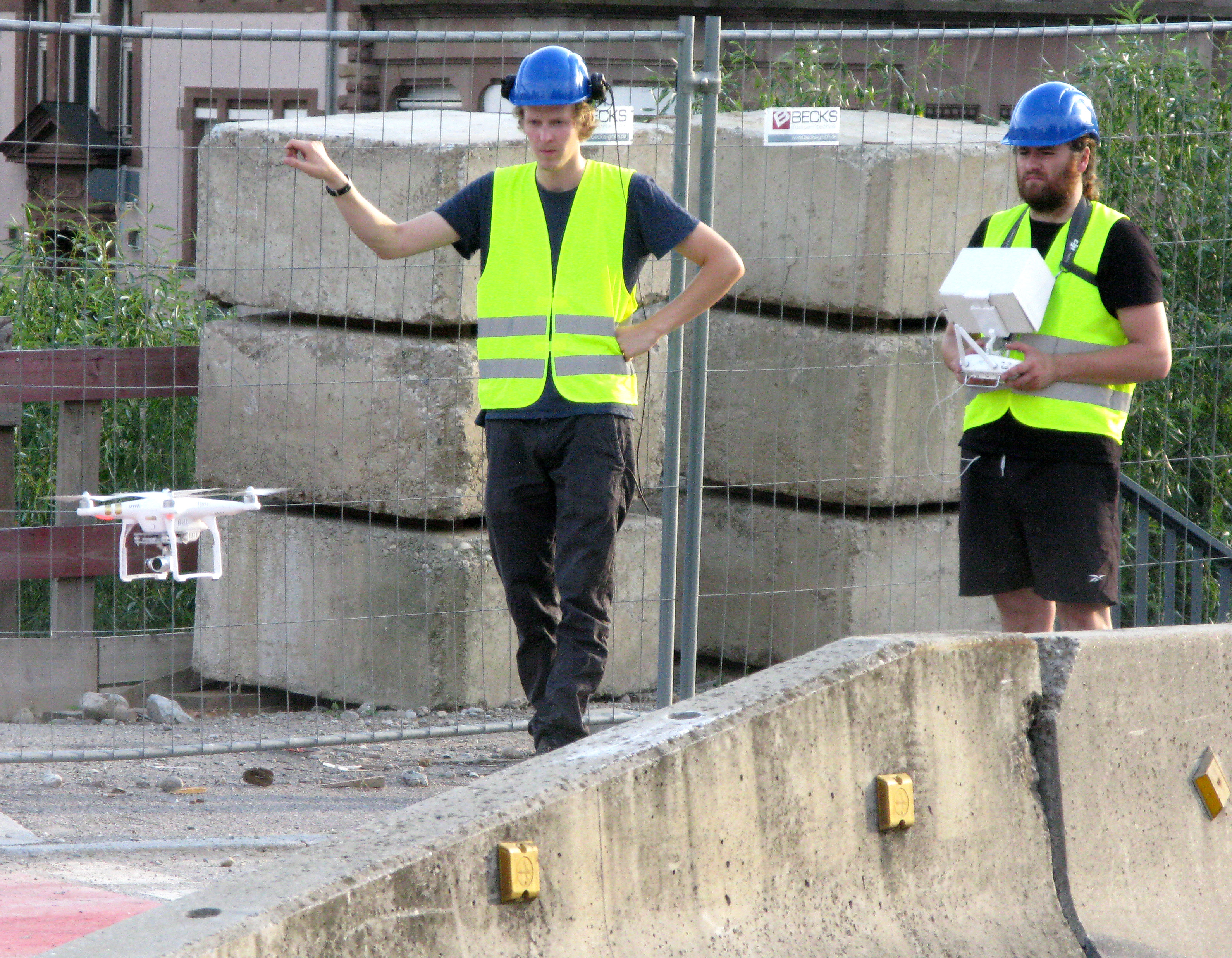
VLOS-Betrieb eines UAV auf direkte Sicht

VLOS, englisch für Visual Line Of Sight (deutsch Betrieb in direkter Sicht) ist ein gebräuchlicher Begriff aus der Luftfahrt.
Der Begriff bezeichnet eine Betriebsart eines unbemannten Luftfahrzeugs (UAV), bei der der Fernpilot jederzeit in der Lage ist, das Luftfahrzeug über eine direkte Sichtverbindung so zu steuern, dass Kollisionen mit anderen Luftfahrzeugen, Menschen und Hindernissen vermieden werden. Direkte Sichtverbindung ist dabei die tatsächliche praktische Sichtweite ohne technische Hilfsmittel, die durch Wetter und Lichtverhältnisse eingeschränkt sein kann. Es ist nicht erforderlich, dass der Pilot das Luftfahrzeug ununterbrochen im Blick behält, solange ihm die sofortige Herstellung eines Sichtkontakts jederzeit möglich ist. Er muss dabei nicht nur die Position, sondern auch die Ausrichtung der Drohne erkennen können.